# Molophilus toxopeanus
Molophilus toxopeanus är en tvåvingeart som beskrevs av Alexander 1961. Molophilus toxopeanus ingår i släktet Molophilus och familjen småharkrankar. Inga underarter finns listade i Catalogue of Life.